# TBI Holdings b.v.
 TBI Holdings B.V. is een Nederlands Techniek-, Bouw- en Infraconcern. Met een omzet van ruim twee miljard euro behoort de organisatie tot de grootste bouwconcerns van Nederland. Het bedrijf is in 1982 ontstaan uit het failliete OGEM-concern uit Rotterdam, eveneens een bouwconcern. Terwijl de consolidatie in de bouwsector door meerdere omstandigheden stagneerde, heeft TBI na 1996 meerdere bouwbedrijven, waaronder familiebedrijven, overgenomen en samengevoegd.

## Activiteiten
Binnen de drie segmenten, tussen haakjes enkele grote bedrijven:
- Techniek (Croonwolter&dros, Eekels Technology en Giesbers Installatie Groep);
- Bouw & Ontwikkeling (Hazenberg, J.P. van Eesteren en Koopmans Bouwgroep);
- Infra (Mobilis).

Infra is veruit het kleinste segment met een omzet van minder dan 400 miljoen euro in 2024. TBI behaalt bijna de volledige omzet in Nederland.

## Bedrijfsstructuur
TBI Holdings B.V. is de moederorganisatie van het TBI-concern, waarop het volledige structuurregime van toepassing is. De aandelen van TBI Holdings B.V. worden voor 100% gehouden door Stichting TBI, die de opbrengsten investeert in continuïteit van de TBI-ondernemingen, cultureel erfgoed en de studie van de kinderen van vaste werknemers. TBI Holdings B.V. voert zelf geen projecten uit, maar faciliteert en ondersteunt de TBI-ondernemingen. Hierdoor telt de holding gemiddeld slechts 40 medewerkers.
De TBI-ondernemingen werken ieder decentraal en onder hun eigen naam. Dit betekent dat zij zelf verantwoordelijk zijn voor de bedrijfsvoering. TBI Holdings B.V. bepaalt met haar Raad van Bestuur de algehele strategie en houdt met de Raad van Commissarissen toezicht op deze bedrijfsvoering.

## Resultaten
TBI rapporteert in de jaarverslagen bedrijfsopbrengsten in plaats van omzet. De aanhoudend slechte marktomstandigheden voor de woning- en utiliteitsbouw in Nederland hebben geleid tot een daling van de orderportefeuille sinds 2010. Het bestuur nam in 2013 een reorganisatielast van bijna 25 miljoen euro om het bedrijf aan te passen aan de krimpende markt. Vanaf 2017 laten de resultaten een duidelijk opgaande lijn zien. Het matige resultaat in 2022 was een gevolg van algemene omstandigheden zoals de stijging van de grondstofprijzen, met name door de oorlog in Oekraïne, en een sterke stijging van de hypotheekrente. Verder kampte het bedrijfsonderdeel Infra met tegenvallers bij enkele grote projecten, zoals A16 De Groene Boog en Wintrack ZWW, die het resultaat fors deden verminderen.
| Jaar | Bedrijfs- opbrengsten | Netto- resultaat | Order- portefuille | Werknemers (fte, ultimo) |
| Jaar | (× miljoen)           | (× miljoen)      | (× miljoen)        | Werknemers (fte, ultimo) |
| ---- | --------------------- | ---------------- | ------------------ | ------------------------ |
| 2003 | € 1735                | € 53,9           |                    |                          |
| 2004 | € 1782                | € 46,7           |                    |                          |
| 2005 | € 1837                | € 36,7           |                    |                          |
| 2006 | € 1965                | € 46,5           |                    |                          |
| 2007 | € 2284                | € 56,5           |                    |                          |
| 2008 | € 2404                | € 61,5           |                    |                          |
| 2009 | € 2137                | € 15,5           | € 2537             | 8930                     |
| 2010 | € 2024                | € −33,6          | € 2796             | 8736                     |
| 2011 | € 2172                | € 24,2           | € 2394             | 8498                     |
| 2012 | € 2122                | € 5,8            | € 1916             | 8216                     |
| 2013 | € 1744                | € −13,1          | € 1815             | 7717                     |
| 2014 | € 1603                | € 1,4            | € 1743             | 6967                     |
| 2015 | € 1557                | € 1,3            | € 1795             | 5774                     |
| 2016 | € 1573                | € −16,7          | € 2136             | 5677                     |
| 2017 | € 1708                | € 10,6           | € 2374             | 5746                     |
| 2018 | € 1773                | € 18,2           | € 2630             | 5758                     |
| 2019 | € 1850                | € 28,5           | € 2800             | 5986                     |
| 2020 | € 2013                | € 32,1           | € 3100             | 6322                     |
| 2021 | € 2192                | € 49,8           | € 3200             | 6231                     |
| 2022 | € 2339                | € 9,0            | € 3700             | 6229                     |
| 2023 | € 2578                | € 64,1           | € 4150             | 6395                     |
| 2024 | € 2627                | € 79,9           | € 4840             | 6547                     |